# Турки в Румынии

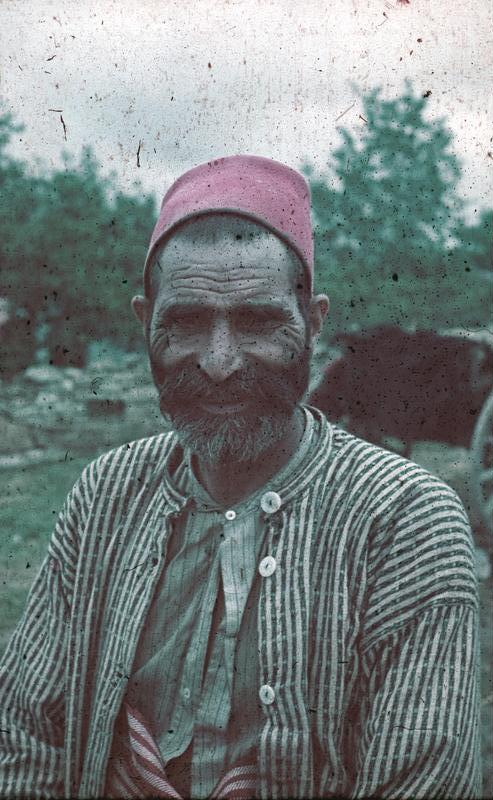
Крестьянин-турок в румынской Добрудже, 1941 год

Ту́рки в Румы́нии (тур. Romanya Türkleri, рум. Turcii din România) — одно из официально признанных национальных меньшинств страны. Имеют одного представителя в нижней палате румынского парламента. Перепись 2002 года выявила в стране 32 596 турок (0,2 % населения).

## История
Турки появились на территории Румынии в XV веке, хотя различные тюркские племена (гунны, авары, булгары, печенеги) проникали на территорию будущих Дунайских княжеств с V века и на всём протяжении Средневековья. В XV—XIX века Дунайские княжества сами были вассалами Османского султана, однако турок в них практически не было, так как их наместниками в княжествах были греки-фанариоты. Область Добруджа была исключением. Это всхолмлённая, степная, засушливая причерноморская область издавна привлекала кочевые племена тюрок и подверглась интенсивной турецкой колонизации с XV века. Накануне Русско-турецкой войны 1877—1878 годов, число турок на территории будущей румынской Добруджи (ныне Северная Добруджа) составляло не менее 50 тыс. чел. Там рядом с ними проживало не менее 100 тыс. других мусульман. Это были так называемые дунайские татары и буджакские татары, переселившиеся из-за Дуная после аннексии Буджака и Бессарабии Российской империей в 1812 году. По завершении войны около 100 тыс. мусульман покинуло Румынию, переселившись в Анатолию как мухаджиры. Первая румынская перепись 1880 года выявила 18 624 турок в Добрудже (13 % её населения). Дунайские татары составляли ещё 21 %. До 1956 года небольшая группа турок проживала также на острове Ада-Кале на реке Дунай в юго-западной Румынии близ г. Оршова. Турки оказали значительное влияние на румынский язык, культуру, традиции, кухню и музыку.

## Перепись 2002 года
Большинство румынских турок и сейчас (2002 г., перепись) проживает в исторической области Северная Добруджа, особенно в уезде Констанца, где они насчитывают 24246 чел. и составляют 3,4 % населения района. В Тулчинском уезде турок насчитывается 3334 (1,3 %) и в Бухаресте — 2473 (0,1 %). Большинство остальных являются недавними мигрантами-предпринимателями и проживают в основном в крупных городах страны.

## Диаспора
Традиционно крупномасштабная турецко-румынская миграция происходила в Турецкую Республику, куда большинство из них прибыло в качестве мухаджиров («беженцев») во время Первой и Второй мировых войн.
Кроме того, в начале XX века некоторые турецкие румыны также мигрировали в США и Канаду. По словам доктора Элеоноры Буджеа, ранняя история румын-турок в Канаде началась в 1910-х годах и аналогична истории румын-евреев. Многие изначально поселились и вырастили свои семьи на фермах, в то время как некоторые занялись продуктовым бизнесом или открыли уличные тележки. Однако после Первой мировой войны многие из этих людей переехали в крупные города, где некоторые вступили в брак и ассимилировались.
В последние годы, с момента вступления Румынии в Европейский Союз, турецкое меньшинство в Румынии значительно сократилось из-за ослабления правил передвижения и миграции. Таким образом, с первого десятилетия 2000-х годов турецкие румыны присоединились к другим румынским гражданам (например, этническим румынам, татарам и т. д.) в миграции в основном в Германию, Австрию, Италию, Испанию и Великобританию.

## Известные представители
- Казак Абдал, османский поэт
- Велиулла Акбашлы, турецкий политик
- Неджла Атеш, турецкая исполнительница танца живота.
- Мехмет Рюшту Бекит, турецкий политик
- Айлин Кадыр, актриса и певица
- Марку Серсель, авантюрист, служивший князем Молдавии в июле – сентябре 1600 г. (мать турчанка)
- Хамди Черчес, актер
- Метин Черчес, член Палаты депутатов (2000–2004 годы)
- Омер Черрахоглу, обладатель золотой медали Международной математической олимпиады
- Ибрагим Хилми Чигырачан, один из первых турецких издателей в Турции.
- Басри Диримлили, футболист
- Людмила Дударова, актриса
- Елена Фараго, поэт (по материнской линии турецкого, греческого и румынского происхождения)
- Иусейн Ибрам, член Палаты депутатов (2004-2020 гг.)
- Кемаль Карпат, турецкий историк
- Федби Осман, президент Демократического турецкого союза Румынии (1994-97, 2004-настоящее время); Член Палаты депутатов (1996–2000 гг.)[6], член областного совета Констанцы (2004–2016 гг.)[7]; звукорежиссёр Хаксес («Голос надежды»)
- Неджат Сали, член Палаты депутатов (2000-04)
- Энес Сали, турецко-румынский футболист.
- Риза Салтуг, турецкий политик
- Севил Шайдех, экономист, государственный служащий и политик (отец турок и мать крымская татарка)
- Нуман Усталар, турецкий политик